# آرشاویر تاتئویان
آرشاویر شاوارشی تاتئویان (ارمنی: Արշավիր Շավարշի Տաթևյան؛  زادهٔ ۱ فوریهٔ ۱۹۰۹ - درگذشته ۸ آوریل ۱۹۷۱) اخترشناس، نقشه‌بردار اهل ارمنستان بود.

## زندگی‌نامه
وی در ۱ فوریهٔ ۱۹۰۹ در روستای دیگور به دنیا آمد و از انستیتو نقشه‌برداری مسکو (۱۹۳۴) فارغ‌التحصیل گشت. گریگور تاتئویان برادر وی بود. همچنین برندهٔ جوایزی همچون نشان پرچم سرخ کار شده است. وی در ۸ آوریل ۱۹۷۱ در سن ۶۲ سالگی در مسکو درگذشت.

## یادداشت
1. ↑  տեխնիկական գիտությունների դոկտոր
2. ↑  Moscow State University of Geodesy and Cartography
3. ↑  Մոսկվայի մետրոպոլիտեն
4. ↑  Central Scientific Research Institute of Geodesy, Aerial Surveying and Cartography
5. ↑  Մոսկվայի գեոդեզիական ինստիտուտ